# Dzhoni Jetsuriani
Dzhoni Jetsuriani (en georgiano: ჯონი ხეცურიანი; 20 de marzo de 1998) es un deportista georgiano  que compite en lucha grecorromana. Ganó dos medallas en el Campeonato Europeo de Lucha, en los años 2023 y 2025, ambas en la categoría de 67 kg.

## Palmarés internacional
| Campeonato Europeo | Campeonato Europeo      | Campeonato Europeo | Campeonato Europeo |
| Año                | Lugar                   | Medalla            | Categoría          |
| ------------------ | ----------------------- | ------------------ | ------------------ |
| 2023               | Zagreb (Croacia)        | Medalla de plata   | 67 kg              |
| 2025               | Bratislava (Eslovaquia) | Medalla de bronce  | 67 kg              |